# Apagamento queer
O apagamento queer (também conhecido como queerfobia ou queermisia) é uma prática cultural cis-heteronormativa, em que pessoas queer são apagadas das narrativas sócio-culturais. O apagamento queer (inclusive apagamento de lésbicas, gays, bissexuais, transgêneros, intersexos e assexuais) é usado em textos da mídia acadêmica e popular quando se refere a questões de (in)visibilidade e exclusão, como no caso de pesquisas sobre AIDS que não incluem populações lésbicas. O historiador Gregory Rosenthal refere-se ao apagamento queer na descrição da exclusão de histórias LGBTQ da história pública que podem ocorrer em contextos urbanos via gentrificação.